# Schima villosa
Schima villosa är en tvåhjärtbladig växtart som beskrevs av Hu Hsien-Hsu. Schima villosa ingår i släktet Schima och familjen Theaceae. Inga underarter finns listade i Catalogue of Life.